# Marattia alata
Marattia alata är en kärlväxtart som beskrevs av Olof Swartz. Marattia alata ingår i släktet Marattia och familjen Marattiaceae. Inga underarter finns listade i Catalogue of Life.